# Miquel Ramos
Miquel Ramos (València, 1979) és un periodista especialitzat en l'estudi de l'extrema dreta i els moviments socials, i músic valencià, teclista i vocalista del grup Obrint Pas.

## Biografia
Provinent del grup Heura Exodus, formació germana d'Obrint Pas als inicis del grup a l'IES Benlliure, s'integrà a Obrint Pas el novembre de 1996 per tal de reforçar les veus i introduir els teclats. Va formar part de la formació fins a la seua dissolució l'any 2014.
En l'àmbit del periodisme, fou membre fundador del periòdic independent L'Avanç on coordinà diferents seccions. Així mateix, fou un dels conductors del programa Lliure i Directe, el magazín matinal diari de Ràdio Klara. Ha estat col·laborador de mitjans com El Temps, Diagonal, Ctxt, Directa, Vilaweb, Jornada, El Salto, La Marea, Público i a la versió en castellà de The New York Times. També ha participat en tertúlies en diferents mitjans audiovisuals com À Punt, TV3, Catalunya Ràdio, TVE i EiTB.
El 2009 participà en el llibre conjunt Ara, País Valencià (Publicacions de la Universitat de València). Ha escrit també als llibres col·lectius Antígona emmordassada (Tigre de Paper, 2017), País Valencià, avui i demà (Balandra, 2017) i Gender and Far-Right Politics in Europe (Palgrave MacMillan, 2017). És l'autor del pròleg del llibre de Clara Zetkin Com combatre el feixisme i vèncer (Tigre de Paper, 2019).
L'any 2015 fou coautor del projecte «Crimienesdeodio.info», actualitzat l'any 2020 i creat junt al periodista David Bou, que rastreja els crims d'odi perpetrats a l'Estat espanyol d'ençà 1990.

## Obra publicada
- De los neocón a los neonazis. La derecha radical en el estado espanyol. Fundació Rosa Luxemburg, 2022.[11]
- Antifeixistes. Així es va combatre l'extrema dreta espanyola des dels anys 90. Capitán Swing, 2022. ISBN 978-84-125540-9-0.[12]

## Discografia

### Amb Obrint Pas
- 1997: La revolta de l'ànima
- 2000: Obrint pas
- 2002: Terra
- 2004: La flama
- 2005: En moviment!
- 2007: Benvingut al paradís
- 2011: Coratge

### Col·laboracions musicals
- Soul Atac - «Roda la trola»
- Aspencat - «Somnie»
- Pep Gimeno «Botifarra» - «Jota de ronda»